# Castrocucco
Castrocucco è la frazione comunale più a sud di Maratea, in provincia di Potenza.

## Geografia fisica
Castrocucco si trova su una piccola collina a ridosso della cosiddetta piana di Castrocucco, l'unica pianura del territorio comunale marateota. Questa pianura è attraversata dal fiume Noce, che sfocia nel Golfo di Policastro. Dista 14 km dal capoluogo comunale, 5 km da Marina di Maratea, 2 km da Tortora Marina in provincia di Cosenza, 32 km dall'Autostrada A2.
Nei pressi della frazione si trova la Secca, un piccolo anfratto roccioso dominato da un grande scoglio detto 'U Tuppu.  Presso tale luogo si trova il Palazzo Baronale Labanchi, del XVII secolo.

### Le Spiagge
- À Gnola. L'intera costa di Castrocucco è cinta dalla spiaggia d'a Gnola, la spiaggia più grande della costa di Maratea. Questa spiaggia è compresa tra lo sperone roccioso sotto il castello di Castrocucco e la foce del fiume Noce, ha una sabbia molto sottile e vi si trovano molti lidi turistici.

## Storia
L'antica Castrocucco, che sorgeva intorno all'omonimo castello, venne dichiarata Feudo Nobile nel XIII secolo.
La vita di questo abitato è testimoniata fino al XVII secolo, epoca in cui venne disabitato. Nei primi anni del XIX secolo venne ufficialmente assimilato al resto di Maratea, e dopo pochi anni si formò l'attuale abitato.
Tra la fine del XIX e l'inizio del XX secolo, Castrocucco costituiva un grande centro di produzione agricola, grazie al territorio pianeggiante e alla presenza del fiume Noce. Ma la presenza del fiume riservò anche dei problemi: il 1º marzo 1930 il Noce straripò, distruggendo molti campi e minacciando lo stesso abitato. Nel 1955 le antiche tecniche di coltivazione furono soppiantate con l'apertura di un moderno stabilimento.

## Monumenti e luoghi d'Interesse

### Architetture religiose

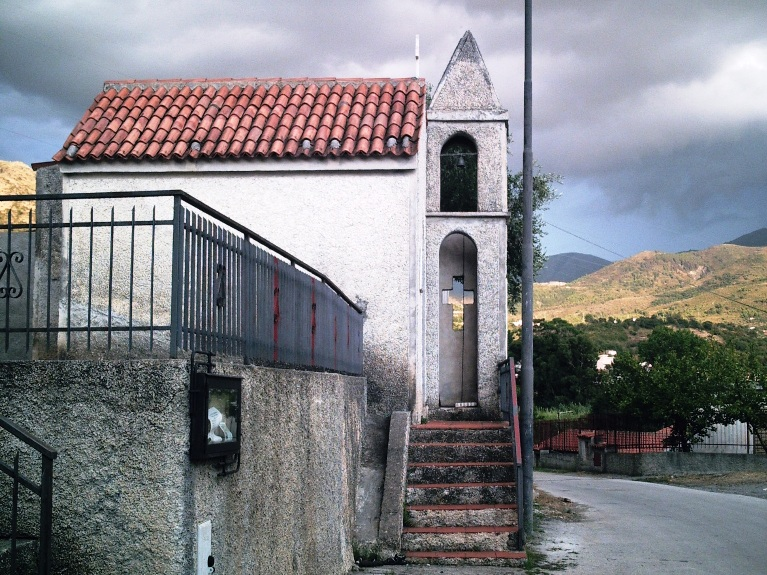
La cappella patronale di Castrocucco.

A Castrocucco si trovano la chiesa del Cuore Immacolato di Maria, la cappella di San Gerardo e la cappella dell'Immacolata. La frazione usufruisce del cimitero della frazione Marina.

### Castello di Castrocucco

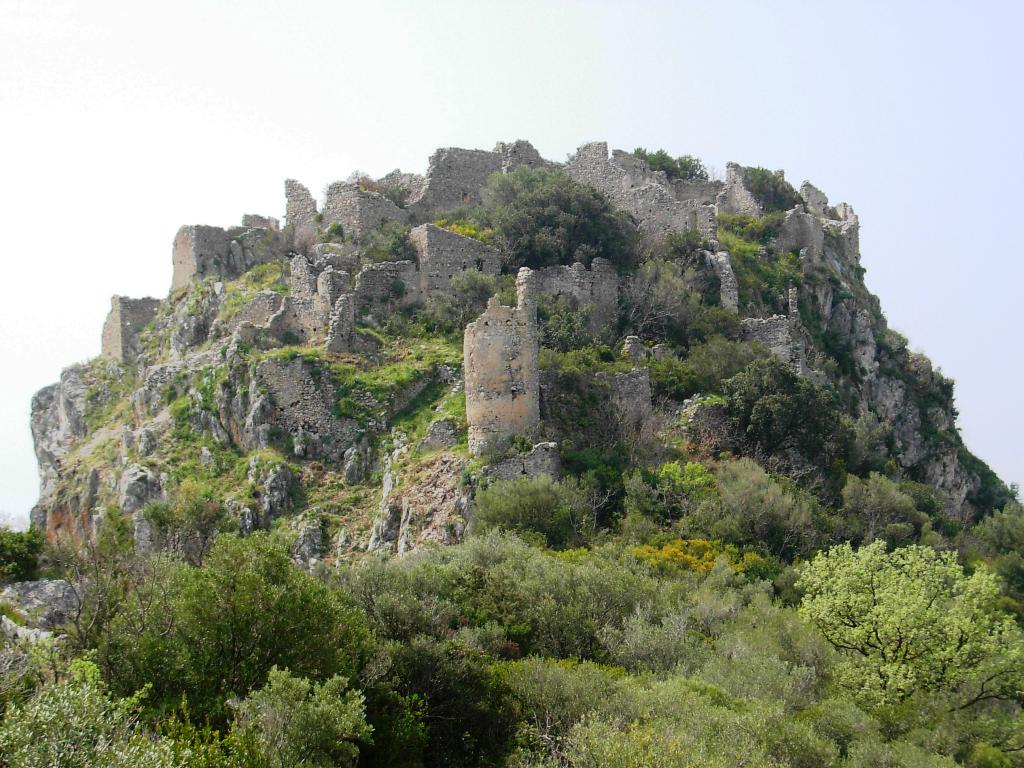
Il castello di Castrocucco.

Si trova su un grande costone di roccia sospeso sopra la SS 18. Questo baluardo medioevale nel 2005 è stato sottoposto a tutela dal Ministero per i Beni e le Attività Culturali, e tutta l'area circostante è stata individuata quale Sito di Interesse Comunitario. Il castello fu abbandonato nel XVII secolo, e pertanto presenta un pessimo stato di conservazione.

## Infrastrutture e trasporti
L'abitato di Castrocucco si trova nel punto di incontro tra la strada statale 18 Tirrena Inferiore (Tirrenia Inferiore), che dalla Campania conduce in Calabria e la strada statale 585 del Fondo Valle del Noce, che collega Maratea all'autostrada A2.